# Kraška učna pot od Lebice do Krupe
Kraška učna pot od Lebice do Krupe je pohodna pot po kraški pokrajini v območju občine Semič v Beli Krajini. Namenjena je rekreaciji in spoznavanju naravne in kulturne dediščine.

## Značilnost
Kraška učna pot vodi po plitvem krasu ob reki Krupi in njeni okolici. Kraški svet obsega številne vrtače, kamnite gmajne, steljnike, pot poteka tudi skozi gozd gradna in belega gabra. Posebnost ob poti so tri kraške jame: 
- vodna kraška jama Lebica,
- jama Malikovec in
- Judovska hiša - to je edino potrjeno paleolitsko jamsko najdišče v Beli Krajini.

Posebnost sta tudi plitva vrtača Vodenica s stalnim izvirom in udorna vrtača Medvednica.
Glavna znamenitost je reka Krupa s svojim slikovitim kraškim izvirom. Reka se po 2,5 km dolgi strugi izliva v reko Lahinjo in mestoma tvori celo kanjon.
Ob poti se nahajajo objekti kulturne dediščine:
- cerkev sv. Mihaela,
- kužno znamenje na Trati,
- baročna cesrkev sv. Trojice na Vinjem Vrhu,
- razvaline gradu Krupa, ki leži na desnem bregu; grad je imel v srednjem veku pomembno gospodarsko vlogo v pokrajini,
- cerkev žalostne Matere božje s pokopališčem v vasi Klošter tik pred izlivom Krupe v Lahinjo.

## Reka Krupa
Reka Krupa izvira na severnem delu Bele Krajine v močnem izviru izpod 30 m visoke skalne stene, ki je značilno tektonsko prelomljena. Gre za največji izvir v Beli Krajini po vodnatosti. Višinska razlika med izvirom in izlivom je 6 m, dolžina pa 2,5 km. Včasih so bili tukaj štirje mlini in dve žagi. Zalednje predstavljajo Kočevski Rog in Gorjanci. Tukaj najdemo več kraških ponikalnic: Bajer v Rožnem Dolu, Rečica v Vrčicah, Ponikve pod Mirno goro in Reka na Gorjancih. Povezave s Krupo so dokazali s sledilnimi poskusi ozroma barvanjem vode.
Do leta 1983 je bil to tudi glavni vir pitne vode, ko so ugotovili povečane vsebnosti polikloriranih bifenolov (PCB) kot posledica okoliške industrije. S sanacijskimi ukrepi se stanje izboljšuje.
Reka Krupa z varovanim območjem je bila leta 1997 razglašena za naravni spomenik. Izvir Krupe je v Sloveniji edino znano nahajališče jamske školjke Congeria kusceri. Najdemo pa tudi endemske jamske polže in človeško ribico (Proteus anguinus).